# BuySell Technologies
株式会社BuySell Technologies（バイセルテクノロジーズ、英: BuySell Technologies Co., Ltd.）は、東京都新宿区に本社をおく日本の企業。総合リユースサービス「バイセル」などを運営している。

## 企業概要
2001年1月に設立。リユース事業を中心に行い、インターネットを活用したビジネスを展開している。
当時は店舗への持込みによる買取方法が一般的であったが、インターネットを使った集客をおこない、査定員が家まで直接伺う”出張買取”というサービスを導入した。
出張買取サービス「バイセル」を運営し、買取した商品は百貨店での催事やECサイトで販売している。
着物・切手の買取に関するTVCMを展開中。テレビCMなどのオフライン広告、リスティングやアフィリエイトなどのオンライン広告、SEOなどといった多角的なマーケティングを展開し、2022年度には年間413,000件を超える査定依頼を受けている。また、ヤフオク!に出店している「バイセルオークション」は出店1年目で『ヤフオク!Best Store Awards』の和服、着物部門第2位を受賞している。
2018年7月1日より、「スピード買取.JP」から総合リユースサービス「バイセル」へとブランド名を変更。買取・販売の循環を実現する総合リユースサービスへの転換を明確にしている。2018年7月31日に自社運営のリユース品販売サイト「バイセルオンライン」を開設。
2018年11月には自家用車の資産価値を維持および向上させるiOSアプリ「CAPPY（キャッピー）」、2019年2月には高級腕時計レンタルサービス「バイセルハント」をリリース。他にも、着物をモンゴル国の民族衣装であるデールに再生利用する取り組みの実施など買取・販売という従来のリユースに囚われず、たいせつなものを次世代につなぐためのサービス開発を行なっている。
2019年12月18日に東京証券取引所マザーズ市場へ上場。
2020年2月18日、ブランド品やジュエリー・アクセサリー、時計、お酒、カメラなどを販売する「バイセルブランシェ」をオープン。
2020年4月5日、即時買取サービス『CASH』を株式会社バンク（代表取締役兼CEO：光本勇介）より事業譲渡。
2020年10月、古物オークション「TIMELESS AUCTION」等を運営する株式会社ダイヤコーポレーション（現・株式会社タイムレス）を子会社化。
2021年1月18日、障がい者雇用を推進する株式会社BuySell Linkを設立。3月17日に特例子会社の認定を取得。法定雇用率は国の基準を上回る3.17%となっている。
2022年7月、「Reuse Shop WAKABA」を運営する株式会社フォーナインを子会社化。
2023年1月31日、コーポレートロゴを刷新。
2024年3月、「買取むすび」を運営する株式会社むすびを子会社化。

## イメージキャラクター
- 坂上忍
- 木村佳乃（2020年10月7日[16] - 2023年8月13日）

## 提供番組
- バイキング（フジテレビ、2019年10月 - 長年続いた森永乳業から引き継いだ。）